# Primavera
A primavera (AO 1945: Primavera) é a estação do ano que se segue o inverno e precede o verão e é tipicamente associada ao reflorescimento da flora terrestre.
Do ponto de vista da astronomia, a primavera do Hemisfério Sul inicia-se no equinócio de setembro e termina no solstício de dezembro e a do Hemisfério Norte inicia-se no equinócio de março e termina no solstício de junho. A estação, assim como as demais, não ocorre simultaneamente nos dois hemisférios: enquanto num deles é primavera, no outro é outono.
A primavera do hemisfério norte é chamada de "primavera boreal" e a do hemisfério sul é chamada de "primavera austral".
A palavra deriva do latim, primo vere, que significa "primeiro verão".

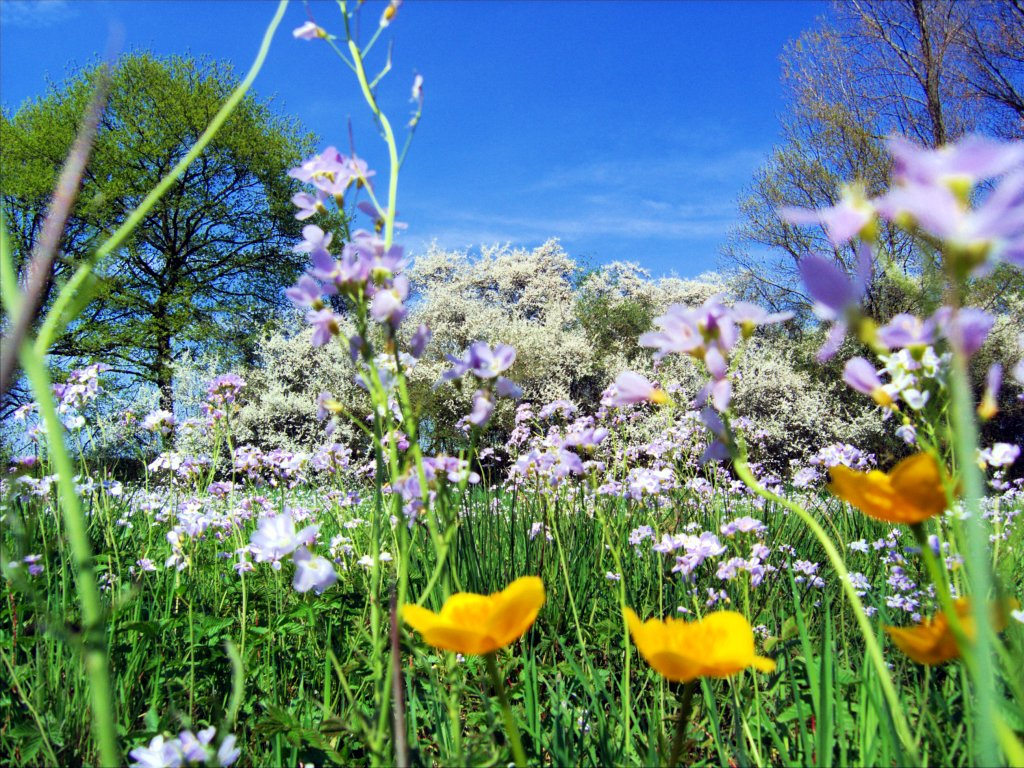
As flores são uma das características da primavera

## Características gerais
- reflorescimento da flora terrestre
- temperaturas mais amenas
- aumento da umidade do ar
- é característica de regiões de clima temperado ou subtropical, com as quatro estações bem definidas
- no primeiro dia da primavera, por ser uma data equinocial, o dia e a noite têm a mesma duração na linha do equador
- durante a estação, os dias vão se tornando mais longos e as noites, mais curtas

## A primavera no Hemisfério Norte

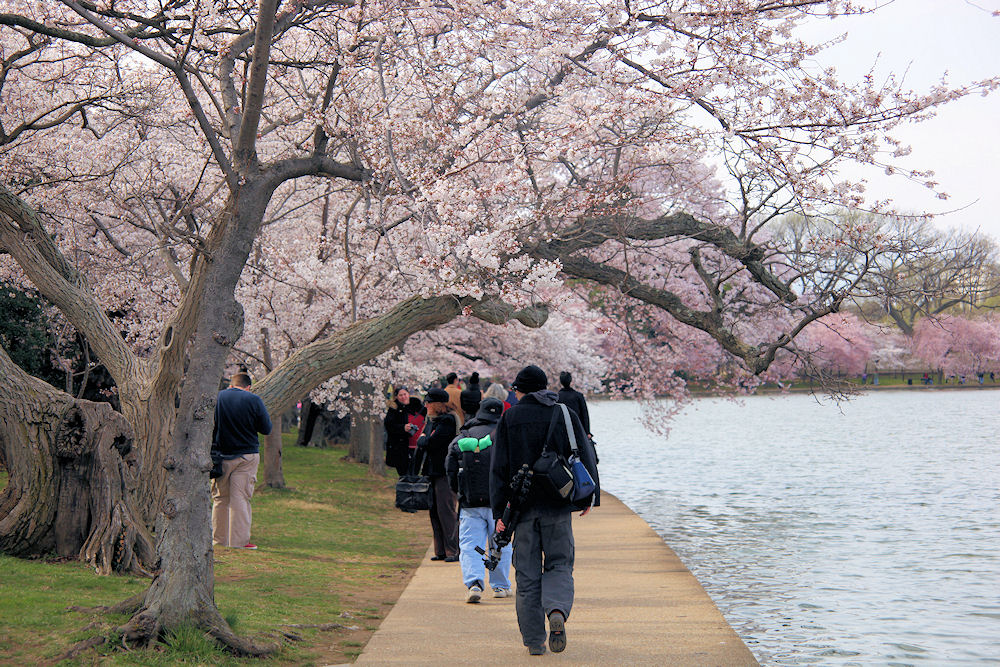
No Japão, no Cherry Blossom Festival em março de 2011

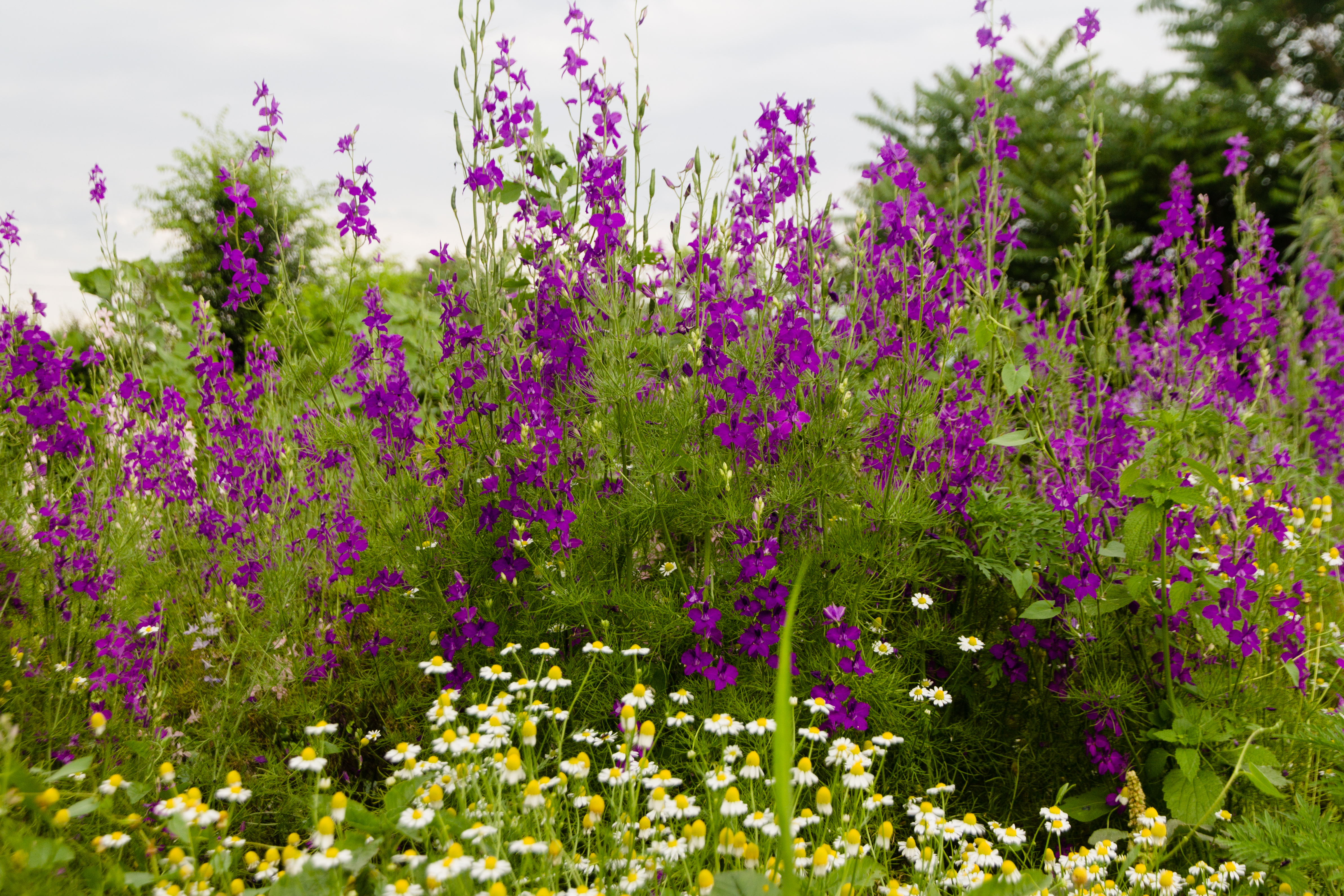
Primavera na cidade de Ubezhenskaya, Rússia, em junho de 2017

A "primavera boreal" tem início em 20 de março e termina em 21 de junho, podendo estas datas variar um pouco a cada ano.
A estação é característica na maioria dos países deste hemisfério, aqueles mais distantes da Linha do Equador e com as quatro estações bem definidas, tanto nos localizados mais ao norte, como a Rússia, quanto os localizados mais ao sul, como o Japão, onde no início da primavera ocorrem os tradicionais festivais populares para observar a floração das cerejeiras (sakura em japonês).
Nesta região, por ser maior a parte continental, as temperaturas costumam aumentar mais rapidamente do que na primavera do Hemisfério Sul.

## A primavera no Hemisfério Sul
A "primavera austral" tem início, aproximadamente, em 23 de setembro e fim em 21 de dezembro, mas estas datas podem variar um pouco de ano para ano.
Na primavera do hemisfério sul, os oceanos meridionais ainda estão frios e vão aos poucos aquecendo, fazendo com que a estação seja de temperaturas amenas.
A estação é característica apenas em regiões que estão mais afastadas da Linha do Equador.

### A primavera no Brasil
No Brasil, em grande parte do território, com exceção do Sul, as quatro estações não são bem definidas, sendo apenas nomeadas como "inverno seco" e "verão úmido".
De forma geral, no entanto, com a chegada dessa estação, as chuvas começam a intensificar-se na maior parte do país, tornando então as temperaturas mais amenas e aumentando a umidade do ar, que, no inverno (estação anterior à primavera), são bastante reduzidas (com exceção do Sul, onde as chuvas se intensificam no inverno).
Segundo o CPTEC (Centro de Previsão de Tempo e Estudos Climáticos), durante o período da primavera, de setembro a dezembro:
- Nordeste: a estação seca continua, com exceção dos estados da Bahia, do Maranhão e do Piauí. As temperaturas continuam altas, o que é característico na região o ano inteiro, no Sertão essa costuma ser a estação mais quente e seca do ano.
- Norte: as chuvas aumentam gradativamente, especialmente entre outubro e novembro. As temperaturas não mudam muito e costumam ser altas o ano inteiro
- Centro-Oeste e Sudeste: as chuvas ficam mais intensas e mais frequentes e muitas vezes são acompanhadas de ventos fortes e granizo

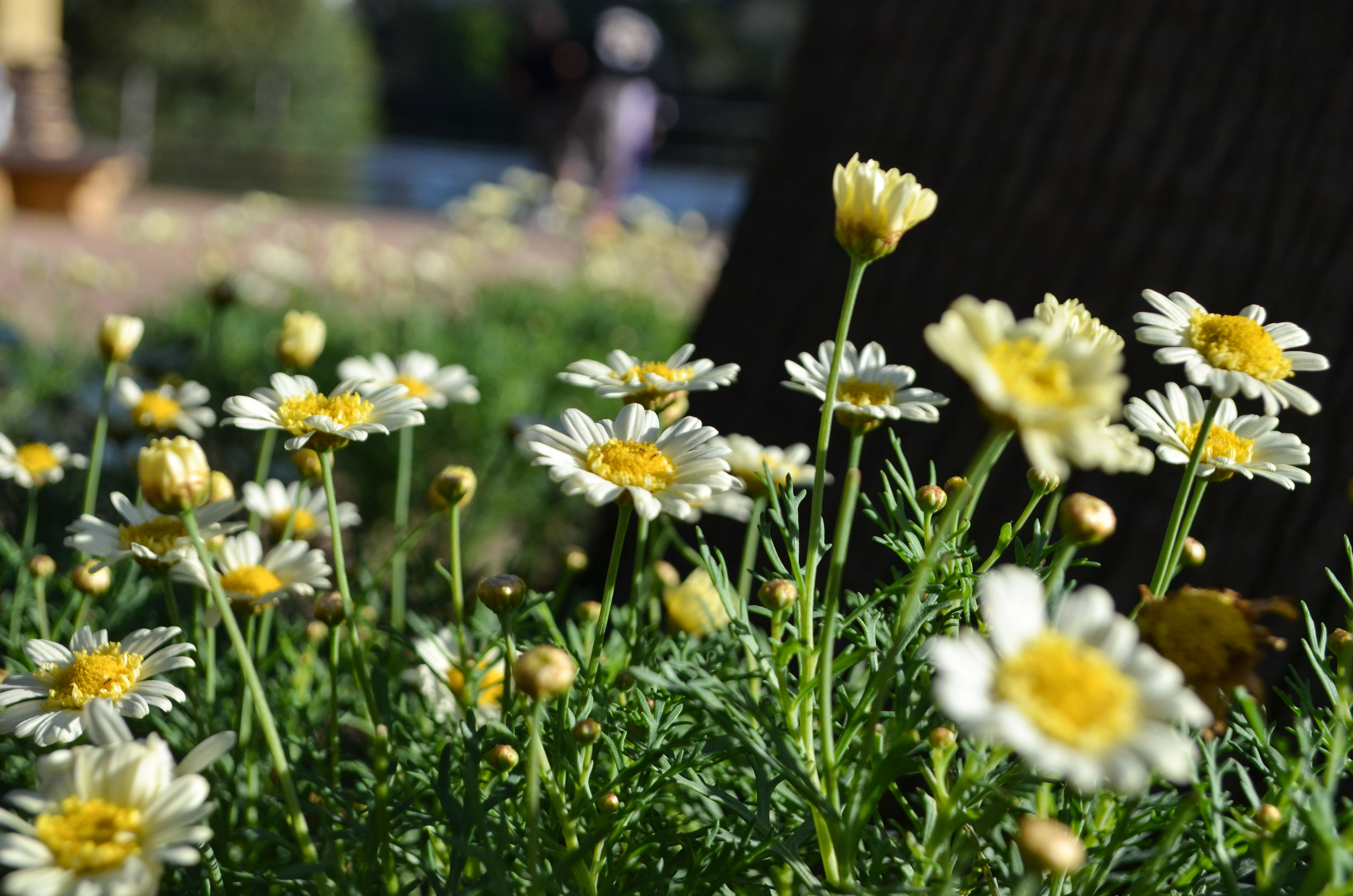
Flores no Parque Farroupilha, em Porto Alegre, RS, no dia 21 de setembro de 2014

### A primavera no Sul do Brasil: a mais típica
A região Sul do Brasil, onde o clima é subtropical e as quatro estações são bem definidas, a primavera tem as características tradicionais, como o aumento gradual da temperatura e o reflorescimento da flora. Quanto às chuvas, elas continuam frequentes e em boa quantidade, assim como acontecia no inverno. Mais: nos dois estados mais ao sul, o Rio Grande do Sul e Santa Catarina, grandes enchentes não são raras nesta época.
"Aumenta a ocorrência de raios e de “complexos convectivos”, sistemas que provocam grande quantidade de chuva em períodos relativamente curtos", escreveu o CPTEC.
Segundo o site Climatempo, os fenômenos meteorológicos que normalmente influenciam a Região Sul durante a primavera são:
- frentes frias;
- áreas de baixa pressão atmosférica;
- complexos convectivos de mesoescala (CCM);
- sistemas convectivos (associados ao calor e umidade do ar elevada);
- ciclones extratropicais.

Ventos de moderados a fortes também não são incomuns, causados pelos fenômenos típicos citados acima: as áreas de baixa pressão, os sistemas e complexos convectivos (causam rajadas de vento) e os ciclones extratropicais (que, apesar de dificilmente tocarem solo, "mandam" seus ventos do alto-mar para a terra às vezes por dois ou três dias seguidos).
Nos fenômenos de "baixa pressão atmosférica", por exemplo, "simultaneamente, existe ar superior que se desloca para substituir o ar quente em elevação, o que dá origem a ventos".

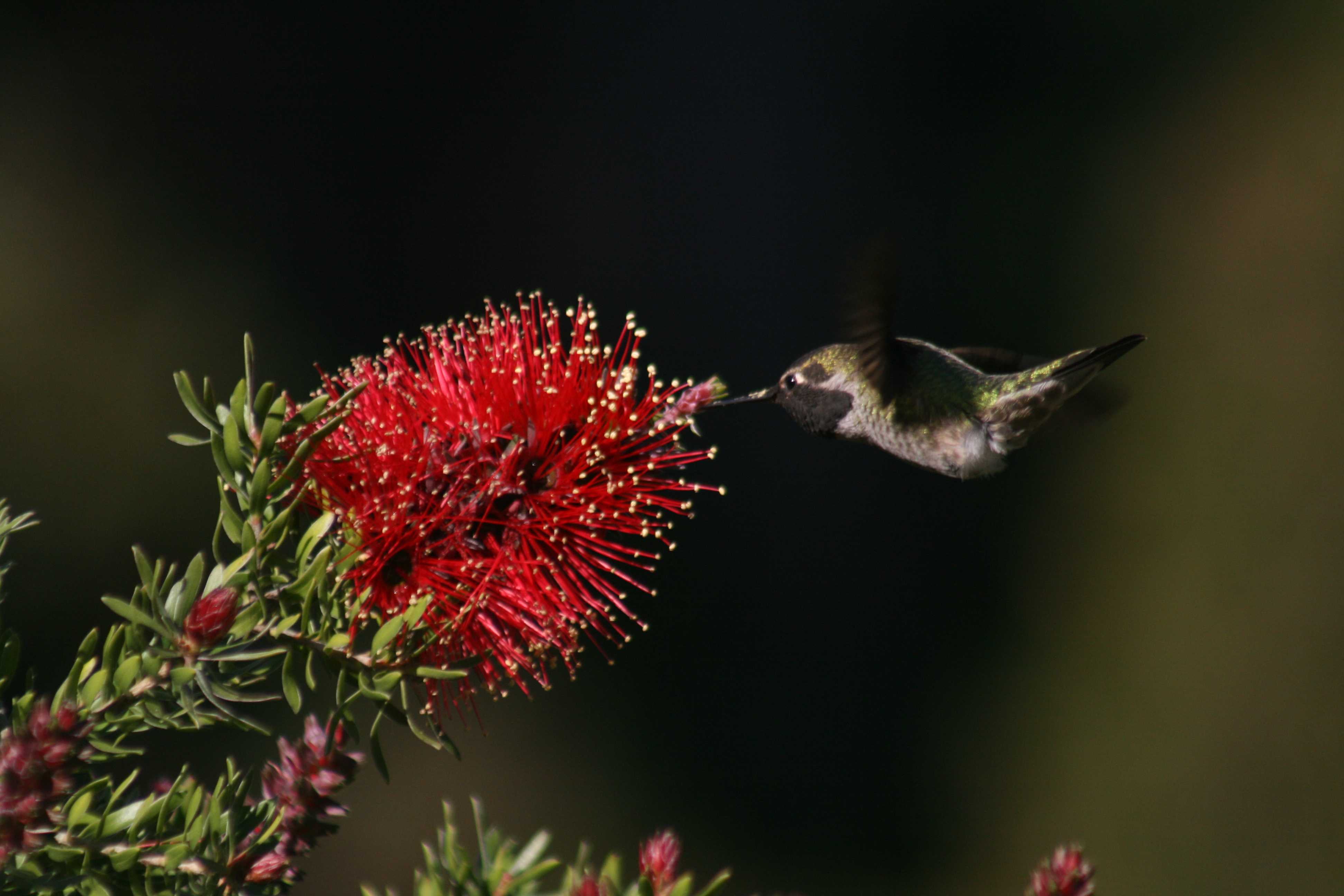
Os animais ficam mais ativos durante a primavera e muitos ajudam na polinização

## Consequências
- Durante esta estação, os animais que hibernaram no inverno, costumam deixar suas tocas, muitas vezes com filhotes
- Espécies como borboletas e abelhas costumam ficar mais ativas e, com a polinização, interferem significativamente no ciclo reprodutivo dos vegetais